# ریاض الجلاصی
ریاض الجلاصی (عربی: ریاض الجلاصی؛ زادهٔ ۷ ژوئیهٔ ۱۹۷۱) یک بازیکن فوتبال اهل تونس است.

## تیم ملی
وی همچنین در تیم ملی فوتبال تونس بازی کرده‌است.